# Долина пчела
 „Долина пчела“ (чеш. Údolí včel) чехословачки је историјски, црно-бели филм из 1967. Режирао га је Франтишек Влачил на основу сценарија који је написао заједно са Владимиром Кернером. Радња се одиграва у 13. веку пратећи судбину Ондреја, сина феудалног господара, који је још као дечак заветован манастиру тевтонских витезова. Ондреј ни после неколико година не успева да се прилагоди строгим правилима манастирског живота, због чега одлучује да из њега побегне. Филм тематизује снажне опозиције између хришћанских и аскетских врлина и њима супротстављених вредности телесности и чулне насладе, као и опозиције између германског и словенског света. Средњовековни живот је приказан мешавином натуралистичког (експлицитност насиља и богатство детаља) и поетског приступа, у чему су многи филмски критичари видели утицај Бергмана и Бресона. Снимљен је непосредно након завршетка рада на филму „Маркета Лазарова” јер су челници студија Барандов наложили Влачилу да сними још један средњовековни филм не би ли поново искористио историјске реквизите и костиме и тиме оправдао буџет утрошен на снимање „Маркете Лазарове”. Филмска критика након премијере није „Долину пчела” благонаклоно дочекала, али се мишљење критике временом променило. Данас се сматра једним од најбољих филмова у Влачиловој каријери и једним од важнијих остварења чехословачке кинематографије шездесетих. Владимир Кернер је прерадио сопствени сценарио у роман, објавивши га 1978.

## Заплет филма
Радња се одиграва у тринаестом веку. Главни јунак је Ондреј, син феудалног господара из Влкова. Радња започиње, када његов отац узима младу девојку Ленору за своју жену. На венчању Ондреј, тада још увек дечак, привучен је девојачком лепотом и чини преступ неумесним поклоном за младу. Због тога га отац удара, што изазива тешку телесну повреду. Забринут за живот сина, отац се моли Богородици и зариче се да ће послати сина у манастир, ако му божја милост поштеди дете. Тако се и догодило, те Ондреј послат у манастир немачких тевтонских витезова, на обали Балтичког мора, где полаже монашки завет. Временом се зближава са Армином, витезом који се борио у Крсташким ратовима и који тежи строгом, моралном животу и самопожртвовању.
Кратка епизода, која ће имати снажан утицај на Ондрејев даљи живот, приказује несрећну судбину брата Ротгира, једног од чланова братства. Њему су досадили постови и аскетски живот те жели да побегне натраг на своју фарму. Братсво га хвата и доводи натраг у манастир, где пуштају да га растргну пси. Убрзо и Ондреј бежи из манастира. Армин, који се осећа одговорним за свог штићеника, моли старешину да му дозволи да крене за њим и да га доведе назад. Негде у Бохемији, Армин проналази Ондреја у тренутку када ступају у борбу са двојицом мушкараца који желе да им украду мачеве. Успевају да савладају рзѕбојнике, али је Ондреју сломљен мач, те нема избора него да крене са Армином. На путу, када се Армин сагнуо да пије воду са извора, Ондреј га снажно удара у потиљак, узима му оружије и коња, настављајући пут у свој родни град. Гледалац није сигуран да ли је Армин мртав.
Ондреј долази до Влкова. Тамо сазнаје да је његов отац умро и да је његово имање осиромашено. Пошто је сада постао господар, он започиње обнову имања, узгаја пчеле, гаји псе, јаше коње и лови. Такође, између њега и његове маћехе Леноре јавља се љубав. Они желе да се узму, а обећањем лепог дара успевају да добију дозволу локалног свештеника. Изненада се на свадби појављује Армин. Иако прети да избије сукоб између некадашњих пријатеља, Армин смирује ситуацију обећањем да је дошао на свадбу само да се опрости. Ипак, увече Армин улази у младину собу и убија је ножем. Цело имање је узнемирено. Ондреј бесан, наређује да ухвате Армина и да га баце псима. У тренуцима док га пси растржу, Армин моли свог штићеника да се покаје, врати у манастир и да тамо нађе опроштај. У последњој сцени гледалац види Ондреја како се враћа у манастир.

## Улоге
| Глумац           | Улога           |
| ---------------- | --------------- |
| Петр Чепек       | Ондреј          |
| Јан Качер        | Армин           |
| Вјера Галатикова | Ленора          |
| Здењек Кризанек  | господар Влкова |
| Јосеф Сомр       | Ротгир          |
| Вацлав Котва     | земљорадник     |